# ドミニク・ブラン (柔道)
ドミニク・ブラン（ Dominique Maaoui-Brun 1964年5月7日-) はフランス出身の柔道選手。現役時代は52kg級の選手。

## 人物
1986年の世界選手権52kg級では決勝で山口香を判定で破って優勝した。1987年の世界選手権では3位だった。翌年の1988年ソウルオリンピックでは準決勝で山口を双手刈の効果で破るが、決勝ではイギリスのシャロン・レンドルに判定で敗れて2位に終わった。

## 主な戦績
- 1981年 - イギリス国際　優勝
- 1983年 - ドイツ国際　2位
- 1985年 - オーストリア国際　2位
- 1986年 - ヨーロッパ選手権　優勝
- 1986年 - 世界選手権　優勝
- 1986年 - 福岡国際　3位
- 1987年 - ヨーロッパ選手権　優勝
- 1987年 - 世界選手権　3位
- 1988年 - ヨーロッパ選手権　3位
- 1988年 - ソウルオリンピック　2位
- 1989年 - フランス国際　3位
- 1989年 - オランダ国際　優勝
- 1989年 - ヨーロッパ選手権　2位
- 1989年 - 世界選手権　7位